# Pilea anisophylla
Pilea anisophylla är en nässelväxtart som först beskrevs av Joseph Dalton Hooker, och fick sitt nu gällande namn av Hugh Algernon Weddell. Pilea anisophylla ingår i släktet pileor, och familjen nässelväxter. Inga underarter finns listade i Catalogue of Life.